# Everett Warner
Pour les articles homonymes, voir Warner.
Everett Warner, né Everett Longley Warner le 16 juillet 1877 à Vinton (Iowa) et mort le 20 octobre 1963 à Bellows Falls (Vermont), est un peintre et graveur impressionniste américain, ainsi qu'un des principaux contributeurs au camouflage de la marine américaine pendant les deux guerres mondiales.

## Biographie

### Enfance et formation
Everett Warner naît le 16 juillet 1877 dans la petite ville de Vinton (Iowa), d'un père avocat et d'une mère descendant d'une lignée de missionnaires, la famille Riggs, qui a travaillé pendant des années avec les Indiens Dakota Sioux, traduisant et préservant leur langue traditionnelle. Il passe une partie de son enfance dans l'Iowa, puis déménage à Washington (district de Columbia), lorsque son père est nommé examinateur pour le bureau des pensions.

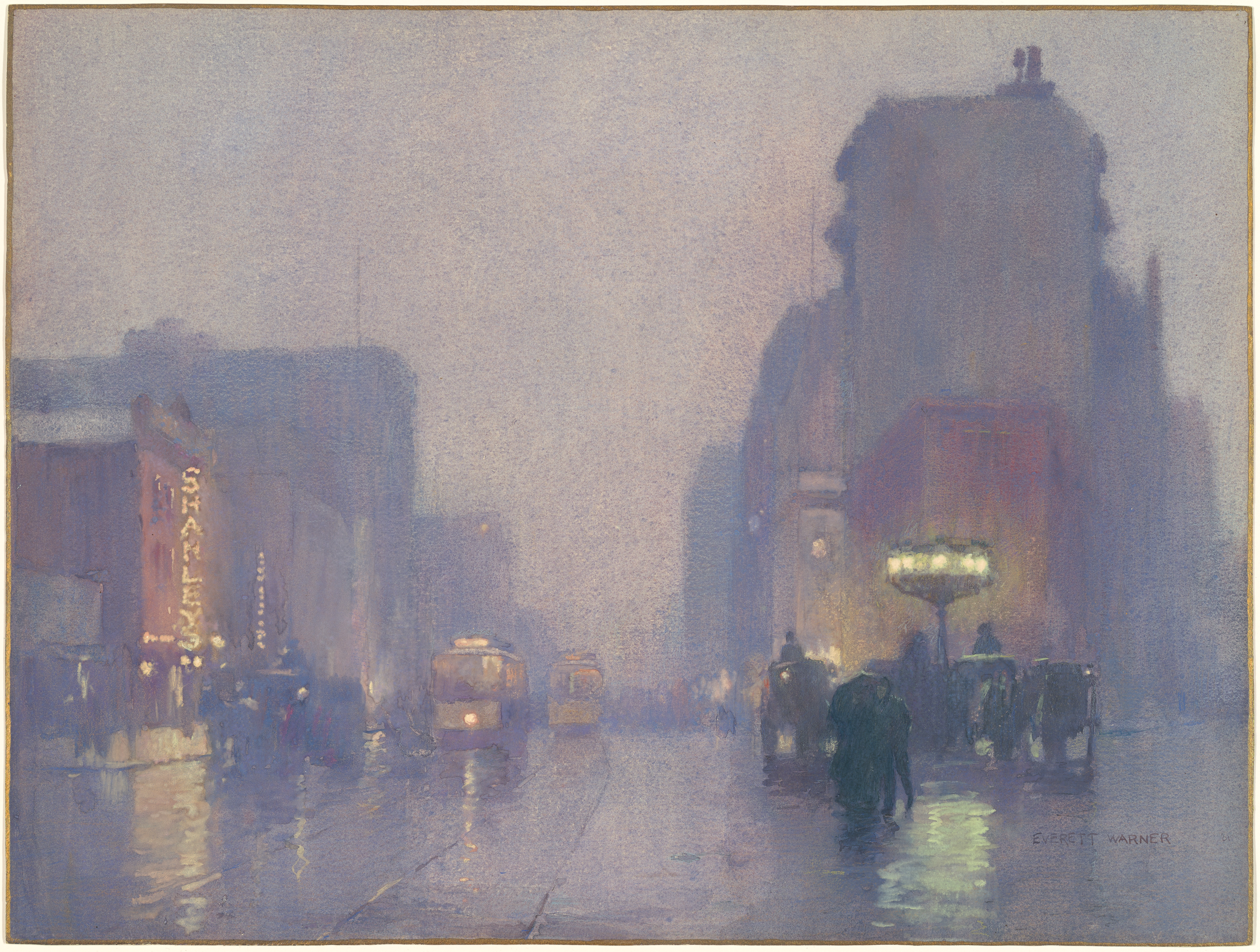
Broadway on a Rainy Evening, peinture de 1901.

Tout en terminant ses études secondaires, il suit des cours au Corcoran Museum et à la Washington Art Students League. Puis travaille, pendant plusieurs années, comme critique d'art pour le The Evening Star. En 1900, il s'installe à New York et étudie à l'Art Students League avec le maître du dessin George Bridgman et l'illustrateur Walter Leighton Clark (en). Son travail est  sélectionné pour figurer dans certains des concours d'art les plus prestigieux du pays comme à l'Art Institute of Chicago, à la Pennsylvania Academy of the Fine Arts, à la National Academy of Design.

### Carrière artistique
En 1903, grâce aux revenus de ses ventes de tableaux, Everett Warner part en Europe (il y retournera quatre ans plus tard), où il étudie à Paris à l'Académie Julian, tout en faisant des voyages en Italie, Allemagne, Espagne, Pays-Bas…. Il rejoint, à cette époque, les peintres américains de Montreuil dans le Nord de la France, il y réalise plusieurs tableaux. De retour définitivement aux États-Unis en 1909, il rejoint la colonie artistique d'Old Lyme à Old Lyme, Connecticut, qui, sous le parrainage de la mécène Florence Griswold, est devenue un centre bien connu de l'impressionnisme américain. L'un des principaux membres de cette colonie est Childe Hassam, un proche associé d'Abbott Handerson Thayer, un peintre largement connu pour ses théories du camouflage naturel.
En 1915, à l'Exposition internationale Panama-Pacifique de San Francisco, Everett Warner remporte une médaille d'argent dans la catégorie peinture et une médaille de bronze en gravure. Les sculptures allégoriques de l'artiste née dans l'Iowa, Sherry Edmundson Fry (en), qui a reçu une médaille d'argent et qui, quelques années plus tard, s'est associée au peintre du New Hampshire Barry Faulkner (cousin de Thayer) pour établir une corporation d'artistes de camouflage. Ironiquement, à peu près à cette époque, un déclin inévitable commence dans les perspectives de carrière de tous ces jeunes artistes, dont beaucoup sont très doués, en grande partie à cause de l'intérêt pour l'art moderne, qui avait été présenté au public américain en 1913 au célèbre New York Armory Show. Comme l'a noté Helen K. Fusscas dans A World Observed : The Art of Everett Longley Warner, « En introduisant le modernisme européen dans ce pays, l'Armory Show [finalement] a fait paraître l'impressionnisme américain décidément démodé et sans intérêt. » Dans les années qui ont suivi, Warner et les autres ont continué à travailler, à exposer et à remporter des prix, mais n'ont jamais atteint la notoriété qu'ils auraient pu espérer.

### Camouflage de navires de la Première Guerre mondiale
Lorsque les États-Unis entrent dans la Première Guerre mondiale en 1917, Everett Warner cherche les moyens de contribuer à l'effort de guerre. Il envisage plusieurs options et postule pour le corps de camouflage américain (en). Pendant de nombreuses années, l'un de ses amis les plus proches est le scientifique, formé au MIT, et artiste, formé à Paris, Charles Bittinger (en) (1879-1970), qui jouera plus tard un rôle de premier plan dans le camouflage des navires de la Seconde Guerre mondiale. C'est peut-être par l'intermédiaire de Bittinger que Warner est approché par le US Shipping Board (à l'été 1917) pour mettre en œuvre un schéma de camouflage inventé par Thomas Edison. En utilisant les spécifications d'Edison, Warner a appliqué ce schéma à un ancien paquebot allemand, le SS Ockenfels. Bien que le résultat soit censé être un « navire invisible », il est, non seulement visible, mais aussi structurellement absurde, avec pour résultat qu'une section attachée à la proue était tombée avant que le navire ne quitte le port de New York. Rappelant ce fiasco, Everett Warner déclare : « Par la suite, j'étais pour les motifs de distorsion qui rendent un navire difficile à toucher, pas difficile à voir. ».
Quelques mois plus tard, Everett Warner présente son propre plan de camouflage de navire au gouvernement américain. Selon les archives existantes, il fait valoir qu'il est « impossible de rendre un navire invisible d'un sous-marin, car il se découpait presque invariablement sur le ciel et se présenterait par conséquent en silhouette. Sa proposition est donc de briser la silhouette de manière à rendre très difficile à l'ennemi d'obtenir la portée. Cette méthode, connue officiellement sous le nom de Warner System, est l'une des six mesures de camouflage approuvées par les États-Unis, d'autres ayant été conçues par George de Forest Brush (en partenariat avec son fils Gerome Brush, et avec Abbott Handerson Thayer), William Mackay, Lewis Herzog, Maximilian Toch et une personne nommée Watson.

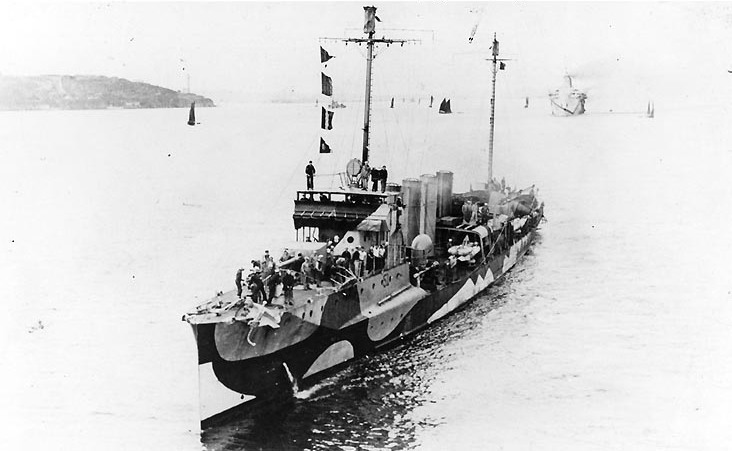
Un exemple de camouflage dazzle : l'USS O'Brien (DD-51) en 1918.

En février 1918, Everett Warner accepte une mission en tant que lieutenant dans les réserves navales américaines et est affecté à la gestion d'une subdivision basée sur la conception (à Washington, DC) d'une nouvelle section de camouflage américaine. Parmi ses collègues concepteurs de camouflage figurent Frederick Judd Waugh (peintre de marine), Gordon Stevenson (peintre de portraits), John Gregory (sculpteur d'origine britannique), Kenneth MacIntire, M. O'Connell (artiste publicitaire), M. Nash et une marine enseigne nommée Richardson. Parallèlement, une subdivision de recherche est créée à Eastman Kodak Company à Rochester, New York, sous la direction du lieutenant Loyd A. Jones, physiologiste optique. L'officier responsable des deux subdivisions était le lieutenant Harold Van Buskirk.
Rien de tout cela n'était sans précédent, et, dans une large mesure, ces efforts découlaient du travail des Britanniques, qui avaient mis en place une équipe similaire en 1917. Cette unité a été dirigée par le peintre britannique Norman Wilkinson, qui est maintenant largement reconnu comme étant à l'origine de la pratique de la peinture camouflage dazzle. En mars 1918, Wilkinson a servi pendant quatre semaines en tant que conseiller en camouflage auprès de l'US Navy. Son collaborateur lors de cette visite aux États-Unis (au cours de laquelle il a donné des conférences dans les ports de Boston, New York, Philadelphie et Norfolk sur le but, la conception et l'application du camouflage dazzle) était Everett Warner.

### Peintures vue d'avion
En 1919, après la fin de la Première Guerre mondiale, la Marine prend beaucoup temps pour qu'Everett Warner puisse retourner à la vie civile. Pendant une période de trois ou quatre semaines, il organise des vols d'observation quotidiens à bord d'hydravions militaires au-dessus de régions telles que New York et la côte est. Il devient l'un des premiers artistes à esquisser et à peindre à partir d'une vue aérienne. Il prolonge son expérience en réalisant de grands tableaux à partir des petits qu'il avait réalisés en vol. En planifiant l'exposition de ceux-ci, il lui vint à l'esprit qu'ils ne devraient pas être accrochés au mur, mais être placés sur le sol, à plat et face vers le haut, tandis que le public les verrait de côté, à un angle oblique (comme une anamorphose), renforçant ainsi la sensation de profondeur.

### Enseignement
Pendant 18 ans, de 1924 à 1942, Everett Warner est professeur agrégé de peinture et de design au College of Fine Arts de l'Université Carnegie-Mellon de Pittsburgh, en Pennsylvanie. Ce n'est sûrement pas une pure coïncidence si l'homme qui l'a engagé pour ce poste, Homer Saint-Gaudens (fils du sculpteur Augustus Saint-Gaudens), avait été l'officier responsable du corps de camouflage de l'armée américaine pendant la Première Guerre mondiale. Nan Sheets faisait partie des artistes qui ont étudié avec lui.

### Camouflage de la Seconde Guerre mondiale
Au début de 1941, après avoir visionné un film d'actualités montrant ce qu'il considérait comme un camouflage dazzle amateur sur les navires de la Royal Navy, il écrivit une lettre à l'US Navy offrant ses services. À l'époque, la Marine n'avait pas prévu d'utiliser des schémas de camouflage dazzle et a décliné son offre. À l'été 1942, après que les États-Unis soient entrés dans la Seconde Guerre mondiale, Warner (alors âgé de 65 ans) est invité à retourner dans la marine, pour servir de chef de l'aide civile au commandant Charles Bittinger (son ami proche des années précédentes) dans la conception de camouflage de navire.

### Après la Seconde Guerre mondiale
À la fin de la Seconde Guerre mondiale, Everett Warner est démobilisé de la Marine. À 68 ans, il se retire de l'enseignement et s'installe avec sa famille à Westmoreland (New Hampshire). Ses tentatives pour relancer sa carrière de peintre, bien qu'admirables, ont eu moins de succès qu'il ne l'espérait et (se souvenant de ses débuts en tant que critique d'art) il a progressivement abandonné l'art au profit de la publication d'articles.
Everett Longley Warner meurt d'une crise cardiaque le 20 octobre 1963, à l'âge de 86 ans. Neuf ans plus tard, son atelier de peinture est détruit dans un incendie majeur, entraînant la perte de plusieurs de ses dessins, peintures, lettres, notes et maquettes de navires camouflées.

## Œuvres dans les collections publiques
- Montreuil, collection des amis du musée d'Art et d'Histoire Roger-Rodière : Moonlight in Montreuil, lithographie, entre 1903 et 1905, 19 × 25 cm[1]